# Koffietijd (radioprogramma)
Koffietijd is een voormalig radioprogramma op de Nederlandstalige zender RadioNL. Het programma werd elke werkdag uitgezonden tussen 10.00 en 12.00 uur en gepresenteerd door onder anderen Johan Terpstra.

## Programmaonderdelen
- Vijf voor het bedrijf
- Koffie met een lach
- Artiesten op de koffie
- Verkeersinformatie
- RADIONL weerman Jan Visser